# Werner Gephart
Werner Gephart (* 1949) ist ein deutscher Rechtswissenschaftler, Soziologe und Künstler. Er ist Gründungsdirektor des an der Universität Bonn ansässigen Käte Hamburger Kolleg „Recht als Kultur“ sowie der Émile Durkheim-Forschungsstelle Krisenanalysen (seit 2024).

## Leben und Wissenschaftlicher Werdegang
Werner Gephart studierte Rechtswissenschaften an der Universität Bonn sowie Soziologie an der Universität zu Köln. Er promovierte 1986 an der Universität Göttingen mit einer Arbeit über Émile Durkheim. 1991 habilitierte er sich an der Universität Düsseldorf mit der venia legendi für Soziologie. Nach wissenschaftlichen Tätigkeiten an der Universität Düsseldorf (1977–1990) sowie der Bayerischen Akademie der Wissenschaften (1990–1991), folgte 1992 die Ernennung zum Universitätsprofessor für Soziologie an der Universität Bonn. Darüber hinaus hatte Werner Gephart Gastprofessuren in Moskau (1990/1991), Paris (1994/1995), Tunis (1998), St. Louis (2001) und Herzliya (2008) inne. 2010 gründete Werner Gephart das Käte Hamburger Kolleg „Recht als Kultur“, das vom Bundesministerium für Bildung und Forschung für den Zeitraum von 2010 bis 2022 gefördert wird. Mit der Gründung der Émile Durkheim-Forschungsstelle „Krisenanalysen“ wendet sich die neue Forschungsinitiative in historisch-komparativer Weise dem Phänomen der Poly- und Meta-krisen zu, die unsere Gesellschaften gegenwärtig erschüttern. Von der Krisensemantik bis zu Resilienzstrategien sollen in einem multidisziplinären Ansatz und mit Fellows aus unterschiedlichen Regionen der Welt – von den Medical Humanities bis zur Soziologie oder Musikwissenschaft – ein kritisches Sensorium für den Umgang mit „Krisen“, unter Einbeziehung der Künste, erarbeitet werden.

## Wissenschaftliche Arbeiten und künstlerisches Schaffen
Neben der soziologischen Theorie, den soziologischen Klassikern und der Geschichte der Soziologie widmet sich Werner Gephart Fragen der Kunst- und Kultursoziologie, der Literatur- und Mediensoziologie, der Religions- sowie insbesondere der Rechtssoziologie. Er ist Mitherausgeber der Zeitschriften Droit et Société, Law and Literature und Law and the Arts sowie Herausgeber des Bandes „Recht“ im Rahmen der historisch-kritischen Gesamtausgabe der Werke Max Webers. Neben Max Weber gilt eine besondere Aufmerksamkeit dem Werk des französischen Soziologen Emile Durkheim.
Seit mehreren Jahrzehnten befasst sich Werner Gephart zudem intensiv mit der soziologischen Analyse von Rechtskulturen. Im Gegensatz zu anderen Ansätzen nimmt Werner Gephart dabei insbesondere auch deren Verhältnis zu konkurrierenden normativen Ordnungen (wie Religion, Sitte oder Mode) in unterschiedlichen „Geltungskulturen“ in den Blick. Zu diesem Zweck unterscheidet er in seinen Schriften – ausgehend insbesondere von Weber und Durkheim – zwischen einer normativen, einer symbolischen, einer rituellen und einer organisationsförmigen Dimension von Recht als einer zentralen Sphäre des sozialen Lebens. Das Recht bildet damit einen zentralen Bestandteil in der von Gephart entwickelten Theorie der Sphären der Moderne, die im Gegensatz zu anderen Differenzierungstheorien der modernen Gesellschaft gerade auf die wechselseitige Überlagerung und Durchdringung gesellschaftlicher Teilbereiche abstellt.
Aus der langjährigen Beschäftigung mit diesen Themen und klassischen Autoren resultierte im Jahr 2010 die Gründung des Käte Hamburger Kollegs „Recht als Kultur“. Das Kolleg möchte einen Beitrag zum Verständnis von Recht in Zeiten einer voranschreitenden Globalisierung normativer Ordnungen leisten. Anders als in den Rechtswissenschaften, insbesondere der Rechtsdogmatik, geht es im Kolleg darum, Recht als eine wichtige Dimension einer sich globalisierenden Welt mit den kategorialen und methodischen Mitteln der Geisteswissenschaften begreiflich zu machen.
Die Forschungsschwerpunkte Werner Gepharts finden sich ebenso in seinen künstlerischen Arbeiten wieder. Seine Gemälde, Collagen und Installationen veranschaulichen die Geschichte der Sozialwissenschaften und ihre Beziehung zu den zugrundeliegenden Rechtskulturen. Ein wiederkehrendes Motiv bilden hierbei Porträts der soziologischen Gründerväter. Darüber hinaus nimmt er in seinen Werken auf aktuelle Ereignisse, beispielsweise den Brexit oder auch die Flüchtlingskrise Bezug. Seine Arbeiten wurden bereits in Düsseldorf, Köln, Bonn, Oldenburg, Paris, New York, Bloomington, Trier, Tunis, New Delhi und zuletzt am King’s College London im Rahmen der Ausstellung „Some Colours of the Law“ präsentiert.

## Ehrungen (Auswahl)
- 2019: Ernennung zum Präsidenten der Jury Senior des Institut Universitaire de France (IUF)[12]
- 2016/2017: Honorary Artist der Dickson Poon School of Law, King’s College, London
- 2014: Verleihung der Ehrendoktorwürde in Philosophie durch die Universität Turin
- 2014: Verleihung des „Premio Laici per il Mediterraneo“, Festival Mediterraneo della Laicità, Pescara
- 2008/2009: Gastvorlesungen am Center for European Studies / Interdisciplinary Center (IDC) und der law faculty des IDC Herzliya (Israel), gefördert durch den Ministerpräsidenten des Landes NRW
- 2001/02: Ernennung auf die Fulbright-Ehrenprofessur (Distinguished Chair for German Studies) für das akademische Jahr 2001/02. Tätigkeit am Department of Political Science, Washington University, St. Louis
- 2000: Verleihung des Ordens Chevalier de l’ordrenational du Mérite durch den Präsidenten der französischen Republik per Dekret vom 15. Mai 2000
- 1994/95: Alfred-Grosser-Stiftungsprofessur am Institut d‘Etudes Politiques de Paris (gefördert durch die Robert-Bosch-Stiftung)

## Publikationen
Reihenherausgeberschaften
- Werner Gephart (Hrsg.), Schriftenreihe des Käte Hamburger Kollegs „Recht als Kultur“. Vittorio Klostermann, Frankfurt am Main 2012ff.[13]
- Werner Gephart (Hrsg., ab Bd. 6 gemeinsam mit Daniel Witte): Gesellschaft und Kommunikation. Soziologische Studien. LIT Verlag, Münster 2005ff.[14]

Monografien und Sammelwerke (Auswahl)
- Werner Gephart: Strafe und Verbrechen. Die Theorie Émile Durkheims. Leske + Budrich, Opladen 1990, ISBN 3-8100-0809-5.
- Werner Gephart, Hans Peter Schreiner (Hrsg.): Stadt und Kultur. Leske + Budrich, Opladen 1991, ISBN 3-8100-0762-5.
- Werner Gephart: Gesellschaftstheorie und Recht. Das Recht im soziologischen Diskurs der Moderne. Suhrkamp, Frankfurt am Main 1993, ISBN 3-518-58124-4.
- Werner Gephart, Ludger Honnefelder (Hrsg.): Das Zusammenwachsen Europas. Die europäische Integration als Herausforderung an die Universität. Eine Dokumentation des Internationalen Symposiums vom 18.-19. Januar 1994 an der Rheinischen Friedrich-Wilhelms-Universität Bonn. Bonn 1994.
- Werner Gephart: Symbol und Sanktion. Die Theorie der kollektiven Zurechnung von Paul Fauconnet. Leske + Budrich, Opladen 1997, ISBN 3-8100-1939-9.
- Werner Gephart: Handeln und Kultur. Vielfalt und Einheit der Kulturwissenschaften im Werk Max Webers. Suhrkamp, Frankfurt am Main 1998, ISBN 3-518-28974-8.
- Werner Gephart: Bilder der Moderne. Studien zu einer Soziologie der Kunst- und Kulturinhalte. (= Sphären der Moderne. Band 1). Leske + Budrich, Opladen 1998, ISBN 3-8100-2032-X.
- Werner Gephart: Gründerväter. Soziologische Bilder mit Deutungen von Alois Hahn, Wolf Lepenies, Richard Münch u. a. Leske + Budrich, Opladen 1998, ISBN 3-8100-2183-0.
- Werner Gephart u. a.: Medien-Mythos? Die Inszenierung der Prominenz und Schicksal am Beispiel von Diana Spencer. Westdeutscher Verlag, Opladen, Wiesbaden 1999, (Zusammen mit Miriam Meckel, Klaus Kamps, Patrick Rössler), ISBN 3-531-13291-1.
- Werner Gephart, Hans Waldenfels (Hrsg.): Religion und Identität. Im Horizont des Pluralismus. Suhrkamp, Frankfurt am Main 1999, ISBN 3-518-29011-8.
- Werner Gephart, Karl-Heinz Saurwein (Hrsg.): Gebrochene Identitäten. Zur Kontroverse um kollektive Identitäten in Deutschland, Israel, Südafrika, Europa und im Identitätskampf der Kulturen. Leske + Budrich, Opladen 1999, ISBN 3-8100-2058-3.
- Werner Gephart: Voyages sociologiques. France – Allemagne. l’Harmattan, Paris 2005, ISBN 2-7475-8998-6.
- Werner Gephart: Recht als Kultur. Kultursoziologische Studien zum Recht. (= Studien zur Europäischen Rechtsgeschichte. Veröffentlichungen des Max Planck Instituts für Europäische Rechtsgeschichte. Band 209). Vittorio Klostermann, Frankfurt am Main 2006, ISBN 3-465-04003-1.
- Werner Gephart: Goethe als Gesellschaftsforscher. Und andere Essays zum Verhältnis von Literatur und Soziologie. Lit-Verlag, Münster 2008, ISBN 978-3-8258-1284-3.
- Werner Gephart, Siegfried Hermes (Hrsg.): Wirtschaft und Gesellschaft. Die Wirtschaft und die gesellschaftlichen Ordnungen und Mächte. Nachlaß, Teilband 3: Recht [MWG I/22-3], Mohr Siebeck, Tübingen 2010, ISBN 978-3-16-150358-0.